# Forte de Vera Cruz
O Forte de Vera Cruz, igualmente conhecido como Forte de Vera Cruz da Figueira ou Forte da Figueira, é um monumento militar no concelho de Vila do Bispo, na região do Algarve, em Portugal.

## Descrição
O imóvel está situado no alto de uma falésia, no lado nascente da Praia da Figueira.
Consistia num forte de pequenas dimensões, com duas baterias, uma baixa e outra elevada, onde estavam as peças de artilharia, que eram provavelmente quatro. No interior do forte encontravam-se os aquartelamentos da guarnição. Nas imediações foram descobertas duas peças de fogo submersas, que originalmente estavam no forte. Segundo um relato do padre Themudo, da Paróquia da Figueira, constante num manuscrito da Torre do Tombo, o Sismo de 1755 causou a queda de dois canhões do forte, um em ferro e outro em bronze, que ficaram por debaixo das pedras, na zona de rebentação das obras.
O forte em si não está classificado, mas está inserido na zona protegida do Parque Natural do Sudoeste Alentejano e Costa Vicentina.

## História
O forte foi construído no século XVII, provavelmente por volta de 1640, no âmbito da Guerra da Restauração, durante o reinado de D. João IV. Fazia originalmente parte de um sistema de fortificações que defendia a faixa costeira junto à importante cidade portuária de Lagos, e do qual também faziam parte os fortes da Meia Praia, Almádena, Zavial, Ponta da Bandeira, Pinhão, Ponta da Piedade e Porto de Mós.
Em 4 de Maio de 1670, um grupo de piratas ou corsários oriundos do Norte de África desembarcaram durante a noite junto ao forte, com o sentido de atacar a aldeia da Figueira, mas foram derrotados pela população, sob a liderança do oficial Afonso Telo. Por volta de 1760, o forte foi incluído no Mapa do Reino do Algarve, elaborado por Laurent Brémond. Um alvará de 27 de Setembro de 1805, do príncipe regente, D. João, ordenou que todas as fortificações entre a Bateria do Zavial e o Forte da Meia Praia, passariam a ficar dependentes da Praça de Lagos, e que fossem consideradas com extintas todas as outras estruturas de defensa marítima não incluídas neste documento, por estarem destruídas ou não ser aconselhada a realização de obras de manutenção. Em 1821, Gregório António de Sousa menciona que uma peça de bronze tinha caído ao mar, devido a um desabamento. Em 1940, as antigas dependências do forte foram colocadas à venda, mas não apareceram quaisquer interessados.